# La vendetta di Siviglia
La vendetta di Siviglia è il secondo romanzo della scrittrice spagnola Matilde Asensi della serie dedicata a Catalina Solis. 

## Trama
Dopo essere rimasta orfana Catalina Solis perde anche il fratello durante un assalto di pirati alla nave che sa portandola nelle Americhe. La giovane era destinata ad un infelice matrimonio per procura, ma naufragata su un'isola disabitata rimarrà due anni da sola prima del salvataggio da parte di Esteban Navares. Catalina si finge uomo ed il capitano Esteban la adotta spacciandola per il proprio figlio illegittimo Martin. 
Alla morte del marito che non ha mai conosciuto Catalina si trova ricca e vedova, ma la sua famiglia adottiva viene sterminata dai crudeli esponenti della stirpe dei Curvo che lei, nelle doppie vesti di Catalina e Martin, inizierà a perseguitare. La spietata vendetta la porterà a perdere un occhio, ma anche ad arricchirsi ulteriormente con l'argento dei Curvo. 

## Edizioni
- Matilde Asensi, La vendetta di Siviglia, Rizzoli, 2011,  p. 263, ISBN 9788817050821.